# Eugeen Lambrecht

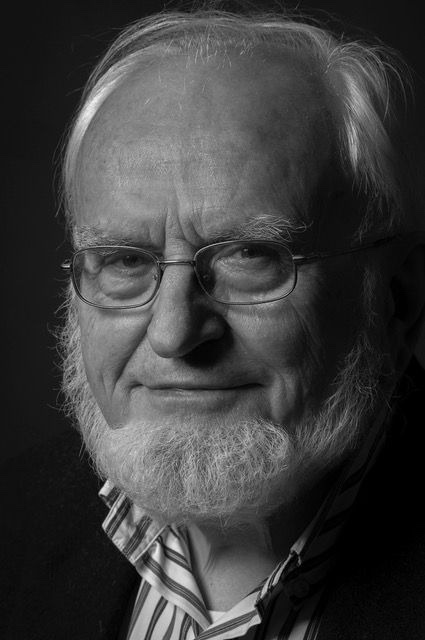

Eugeen Lambrecht (Wieze, 26 juli 1937 - Gent, 1 februari 2022) was een Vlaams vakbondsman.
Hij behaalde een licentiaatsdiploma Germaanse talen aan de Rijksuniversiteit van Gent. Na een job als leraar werd hij in mei 1968 vakbondssecretaris van het ACOD (deel van het ABVV).  In 1987 werd hij achtereenvolgens algemeen secretaris en voorzitter van de ACOD. Lambrecht ging vervroegd op rust in 1994.
Lambrecht is vooral bekend door zijn publicatie, het 'Marxistisch Woordenboek'. Enkel deel 1 hiervan werd gedrukt. Hij was ook enige tijd verantwoordelijk uitgever van het Weekblad LINKS.